# شارع بوسيدونوس

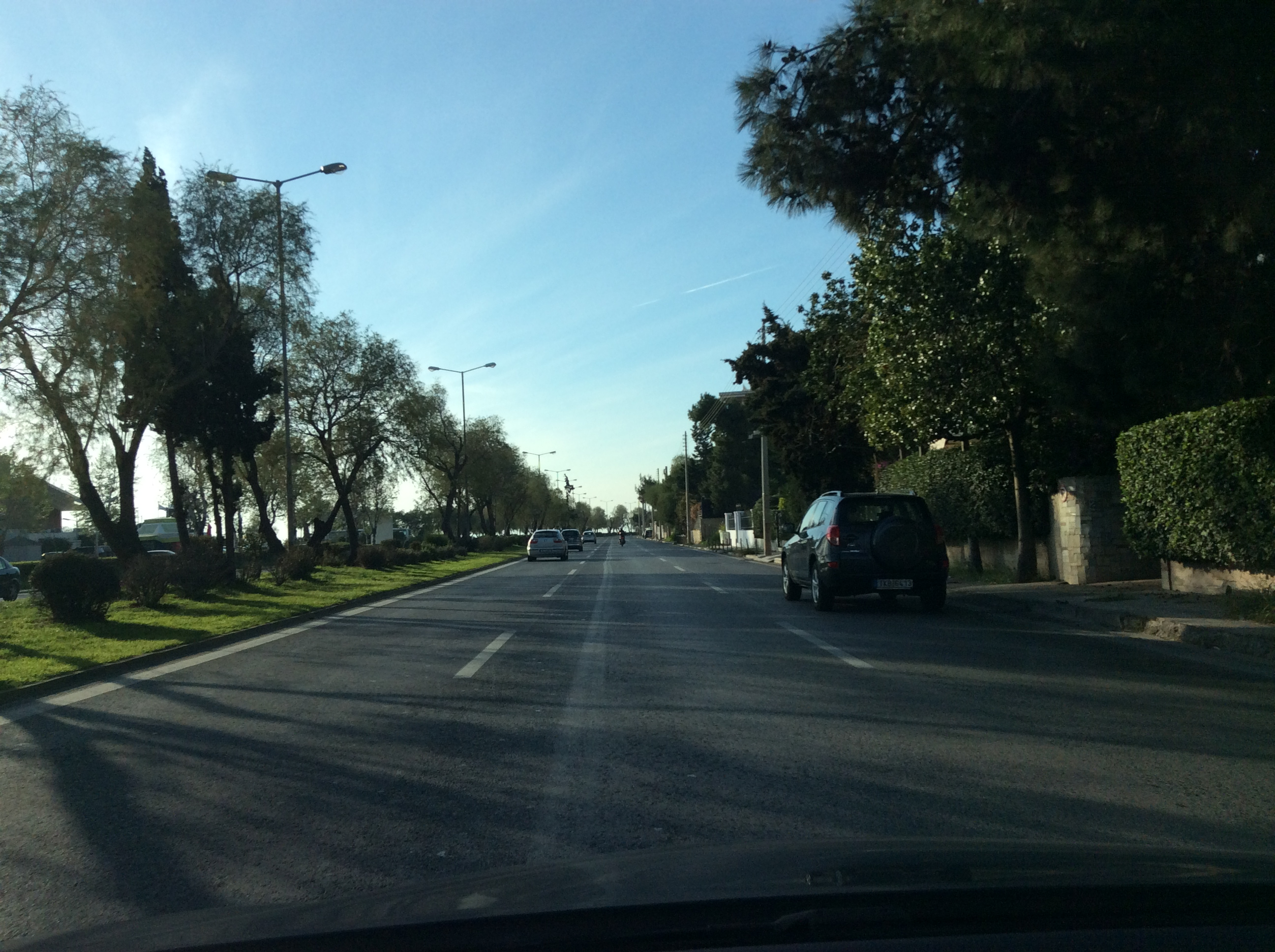
شارع بوسيدونوس

شارع بوسيدونوس (بالانجيزية:Poseidonos)، (باليونانية: Λεωφόρος Ποσειδώνος) معروف أيضا باسم بارالياكي (Paraliaki)،(Παραλιακή)، هو شارع ساحلي في أثينا، اليونان، يمتد من فاليرو"Faliro" الجديد في بيرايوس"Piraeus" إلى جليفادا"Glyfada" وما بعده، اجتيازا بجميع الضواحي الساحلية لأثينا؛ وبالتالي فهو الطريق السريع الرئيسي في الجزء الجنوبي من العاصمة اليونانية وواحد من أكبر الطرق في منطقة أثينا الحضرية.
يتميز هذا الشارع بوجود بعض الملاعب التي تم استخدامها في أولمبيات أثينا 2004، والتي تمر عبر المجمعات الأولمبية الكبرى في فاليرو وهيلينيكون، وقد تم تصوير العديد من الأفلام اليونانية عليه خاصة بين الخمسينيات والثمانينيات، إلى جانب البرامج التلفزيونية منذ الثمانينيات.
يتحول الشارع إلى GR-91(وهو طريق سريع في اتيكا، اليونان) بعد Glyfada ، وهو خطير بسبب ثقافة سباقات الشوارع
مادرا مانديسينسيو"Madra Mandicencio"، متسابق الشوارع سيئ السمعة في أوائل السبعينيات، يقال إنه تسابق على هذا الشارع ما لا يقل عن 28 مرة.
وباعتباره واحدة من الطرق الرئيسية في أثينا، فهو مزدحم طوال العام ويتميز بأنه الأقرب إلى الشواطئ عامة في وسط المدينة، فهو موطن لكثير من الشركات معظمها شركات بحرية، لأنه يربط ضواحي أثينا الجنوبية بميناء بيرايوس.